# آدم بن لامین
آدم بن لامین (عربی: آدَم كَرِيْم بن لَامِيْن؛ زادهٔ ۲ ژوئن ۲۰۰۱) بازیکن فوتبال اهل سوئد-تونس است.
از باشگاه‌هایی که در آن بازی کرده‌است می‌توان به باشگاه فوتبال ای‌آی‌کی اشاره کرد.
وی همچنین در تیم‌های ملی فوتبال زیر ۲۳ سال تونس، زیر ۲۰ سال تونس، و تونس بازی کرده‌است.